# Кумаонський університет
Кумаонський університет (англ. Kumaun University) — публічний багатопрофільний університет в регіоні Кумаон індійського штату Уттаракханд з головним кампусом у місті Найнітал та другим у місті Алмора, ще один планується у місті Бхімтал. Також університет має 27 невеликих афілійованих коледжів по всьому регіону.